# Cloruro di sodio
Il cloruro di sodio è il sale sodico dell'acido cloridrico avente formula NaCl ed è il costituente principale del comune sale da cucina. Per antonomasia il cloruro di sodio è detto semplicemente "sale". A temperatura ambiente si presenta come un solido cristallino incolore e con un odore e un sapore caratteristici. In soluzione acquosa, oppure fuso, conduce la corrente elettrica.

## Produzione
Il cloruro di sodio si trova abbondantemente in natura. La maggior parte è disciolta in acqua, a formare acqua marina; in parte si trova come minerale allo stato solido in giacimenti di terraferma (in questo caso prende il nome di "salgemma"). I processi di produzione variano a seconda della forma in cui il cloruro di sodio è disponibile.
Il costo di produzione del sale marino è intorno a 50 euro per tonnellata per il prodotto grezzo e, dopo la lavorazione, il costo all'ingrosso è intorno a 150 euro. Il sale non scade, si conserva per anni, anche nei magazzini all'aperto.

### Sale marino: evaporazione solare

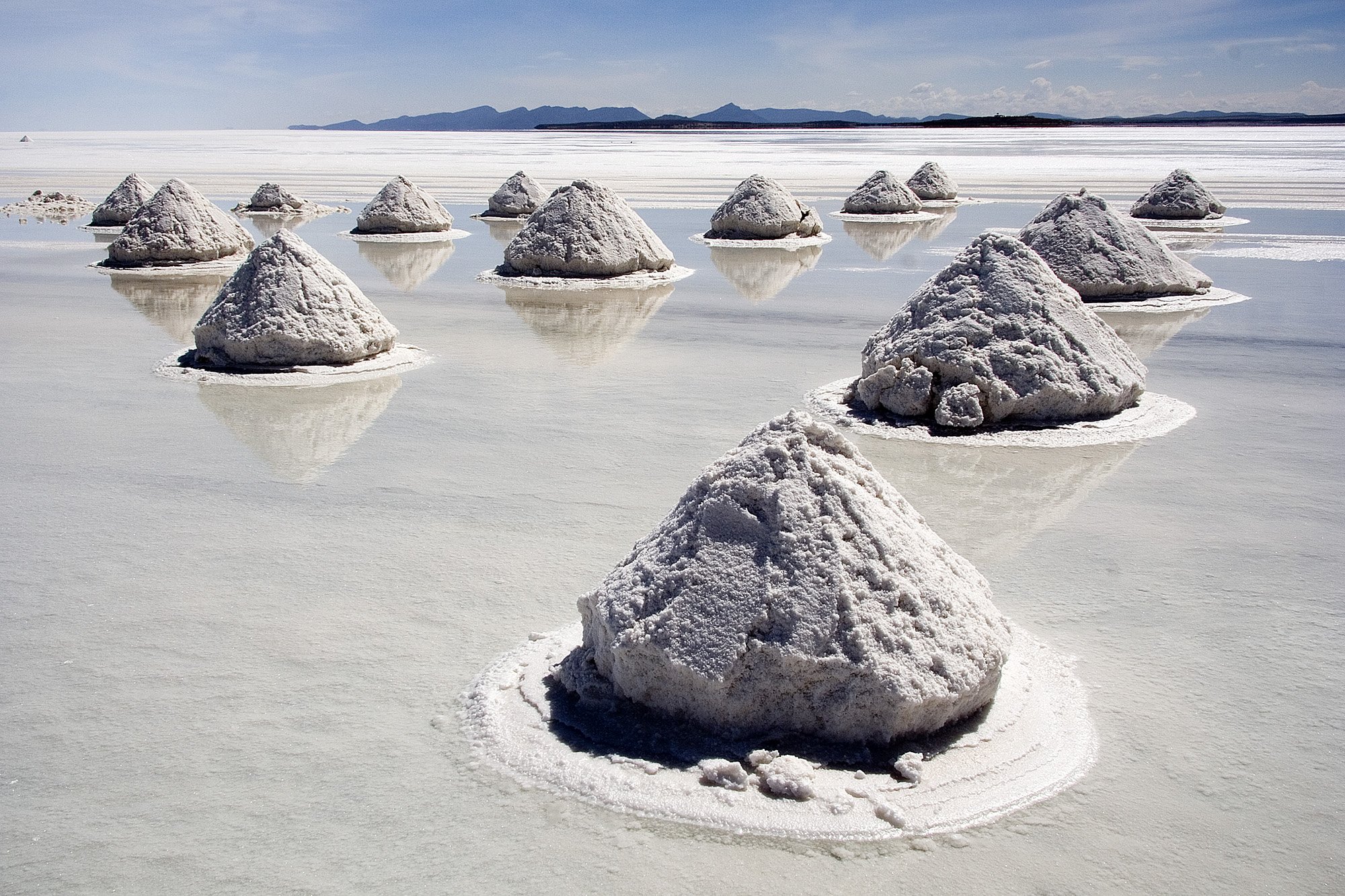
Salina boliviana

Quella dell'evaporazione solare è la forma più antica di produzione di sale marino, fatta in stabilimenti detti saline. Si svolge solitamente a partire dall'acqua di mare, che viene raccolta in vasche impermeabilizzate di grande estensione e bassa profondità; l'acqua di mare staziona nelle vasche e, per effetto dell'irraggiamento solare, la salamoia si concentra. Poiché durante la concentrazione si verifica la precipitazione di sali diversi dal cloruro di sodio, la salamoia stessa viene trasferita, col crescere della concentrazione, a vasche diverse.
Le prime vasche, in cui non si ha precipitazione, sono dette evaporanti; quelle in cui precipitano i sali di calcio (se esistono), sono dette decalcificanti. Raggiunta la concentrazione di circa 300 g/l di NaCl, la salamoia viene passata nelle vasche cristallizzanti, in cui si ha precipitazione del cloruro di sodio.

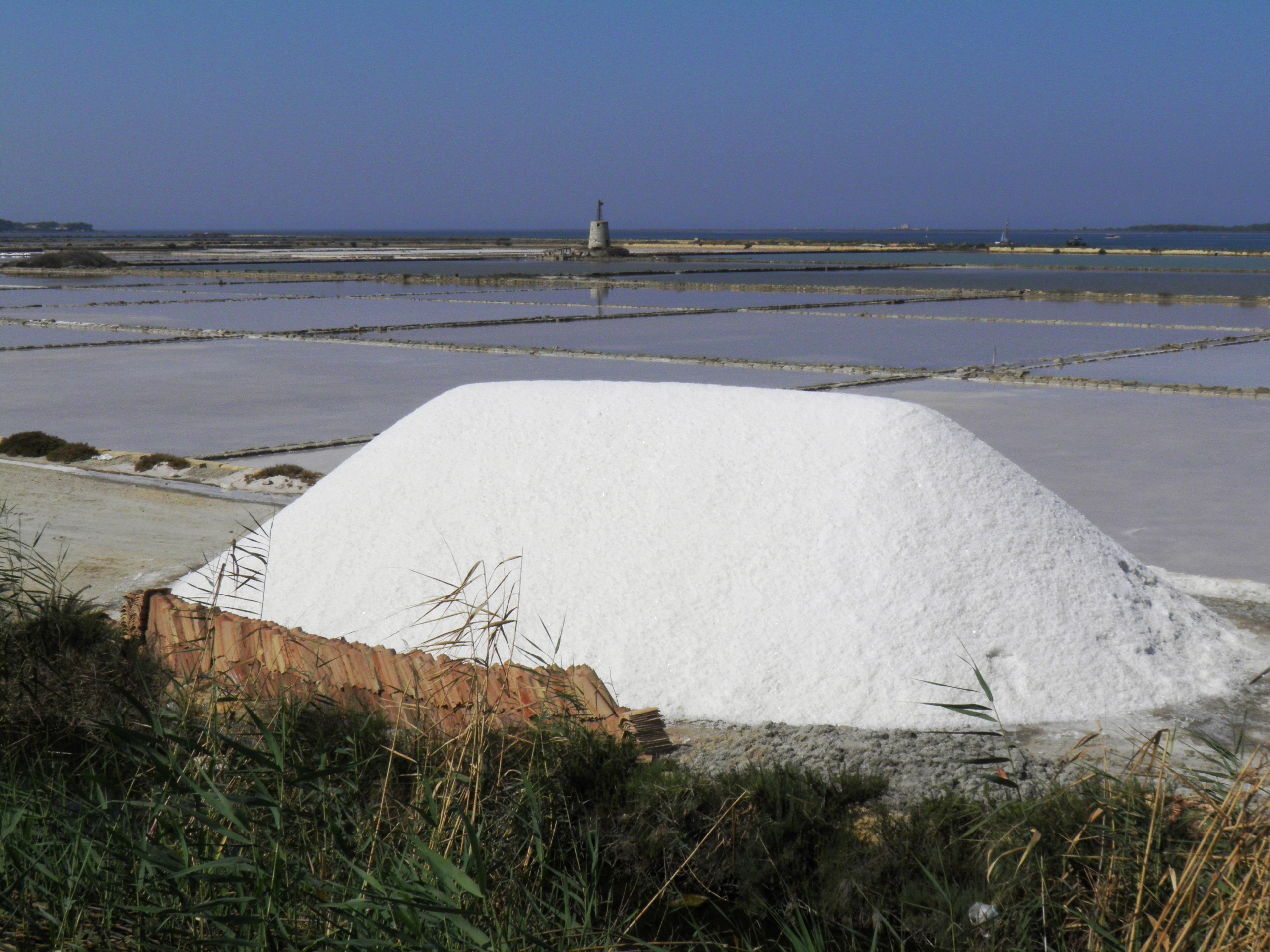
Le saline di Trapani

Il cloruro di sodio solido depositatosi sul fondo delle vasche cristallizzanti viene quindi raccolto con macchine dette "coltivatori" e inviato alla fase successiva di raffinazione. Scopo della raffinazione è l'eliminazione dei sali diversi dal cloruro di sodio. Tale eliminazione si ottiene mediante lavaggio in controcorrente con acqua quanto più pura possibile, sfruttando la maggiore solubilità dei carbonati e di altri sali, come quello di magnesio: si ottiene così un cloruro di sodio con titolo di NaCl oltre il 99,5%, che viene essiccato e commercializzato come sale marino.

#### In Italia
In Italia, le principali saline si trovano a Margherita di Savoia, in Puglia; a Cervia in Romagna; nei pressi di Cagliari, in Sardegna e a Trapani, in Sicilia, dove il sale marino è inserito tra i Prodotti agroalimentari tradizionali siciliani riconosciuti dal Ministero delle politiche agricole alimentari e forestali.
Il sale marino di Trapani delle omonime saline ha ottenuto il riconoscimento IGP ed è presidio Slow Food.

#### Evaporazione indotta
Differisce dall'evaporazione solare in quanto la sorgente di energia non è più il sole, ma il vapore d'acqua o l'energia elettrica. Dato che il costo energetico è proporzionale alla quantità d'acqua da evaporare, viene impiegata esclusivamente su salamoie sature o quasi sature. S'impiega quindi per il trattamento di salamoie da coltivazione a umido e, di recente, di salamoie provenienti da trattamenti di osmosi inversa (che però sono meno concentrate e meno pure delle altre).
La salamoia in ingresso viene di solito trattata chimicamente per togliere i sali di calcio e magnesio che sarebbero nocivi allo scambio termico, e ridurrebbero il titolo del sale prodotto. Il trattamento è del tipo "chimico-fisico" come descritto nella demineralizzazione. La salamoia trattata viene quindi concentrata in evaporatori-cristallizzatori e se ne produce un sale di altissima purezza e di granulometria molto uniforme. La purezza raggiunge il 99,9% se il sale è di uso alimentare, e supera il 99,99% se per uso negli impianti di elettrolisi.
Questo processo è detto impropriamente sotto vuoto in quanto i primi impianti di questo tipo funzionavano a pressioni più basse dell'atmosferica; oggi è più frequente il funzionamento a pressione atmosferica negli impianti a pompa di calore, anche detti a ricompressione meccanica, mentre la pressione è variabile negli impianti cosiddetti a multiplo effetto.
In Italia, vi sono grossi impianti sotto vuoto a Saline di Volterra, in provincia di Pisa e a Cirò Marina, in provincia di Crotone (chiusa nel 2008), che sfruttano rispettivamente i giacimenti di Val di Cecina e di Belvedere di Spinello. Gli impianti proposti a Scanzano Jonico, in Val d'Agri, non sono mai stati realizzati.

### Salgemma: estrazione da miniera
Se l'evaporazione solare ha il vantaggio di non richiedere fonti di energia diverse dal sole se non per le funzioni di pompaggio e poche altre, ha il grave limite di essere possibile solo dove la differenza tra acqua evaporata e caduta di acqua piovana è positiva: deve evaporare più acqua di quanta ne cada con la pioggia. Ciò è possibile in un clima di tipo mediterraneo, ma assai difficile in climi di tipo monsonico, o in climi freddi. Si può parzialmente ovviare a ciò sfruttando le differenze stagionali, ma chiaramente esistono dei limiti alla produzione. Esistono però dei giacimenti di cloruro di sodio allo stato solido, residui di antichi mari, da cui si può estrarre il cloruro di sodio già in forma solida chiamato salgemma, noto anche come halite.
In questo caso la produzione è fatta per coltivazione della miniera, tipicamente mediante apparecchiature meccaniche di scavo; si ottiene un cloruro di sodio in grossi pezzi che vengono in seguito macinati per portarli a granulometrie commerciabili. Il cloruro di sodio così ottenuto può essere, se necessario, raffinato come il sale marino.
Sul territorio italiano, esistono depositi di salgemma sfruttati da Italkali come miniera a Petralia, Racalmuto e Realmonte, in Sicilia da cui si ottiene un sale di alta purezza (oltre il 99,8%) senza trattamenti di raffinazione. Esistono poi altri siti in cui il sale è disponibile a profondità più o meno elevate (ad esempio, in Val di Cecina, in Toscana, in Val d'Agri, in Basilicata e in provincia di Crotone, in Calabria. Sul territorio europeo tra le più antiche sono quelle di Salisburgo da cui la stessa città prende il nome (Salzburg, che dal tedesco si traduce come la congiunzione di salz, "sale" e burg, "borgo") come pure il fiume Salzach, in cui navigavano le chiatte dedite al trasporto di sale.
Molto spesso, però, il cloruro di sodio è disponibile allo stato solido mischiato con forti quantità di composti estranei, soprattutto argille, sali di magnesio e altri. In questi casi, come anche nel caso di giacimenti profondi, è conveniente procedere a una coltivazione indiretta della miniera, iniettando in profondità acqua che risale poi in superficie come salamoia satura, lasciando in profondità la maggior parte delle impurità. Nella quasi totalità dei casi, questo procedimento di coltivazione a umido è seguito da un'evaporazione, per produrre il cosiddetto sale sotto vuoto.

## Ruolo biologico
Il cloruro di sodio è essenziale per la vita sulla Terra. La maggior parte dei tessuti e dei fluidi degli esseri viventi contiene una qualche quantità di sale. Gli ioni sodio sono essenziali per la trasmissione dei segnali sensoriali e motori lungo il sistema nervoso.
Una soluzione acquosa contenente lo 0,9% di cloruro di sodio è detta soluzione fisiologica perché ha circa la medesima pressione osmotica del plasma sanguigno umano. È il principale fluido usato in medicina per curare la disidratazione.
Recenti studi hanno dimostrato che una dose superiore a 5 g/die può essere molto nociva, arrivando a causare un aumento del 27% di ictus o malattie a carico del cuore.

## Utilizzi

Reticolo cristallino del cloruro di sodio

Il sale è anzitutto un esaltatore di sapidità usato in tutte le tradizioni culinarie conosciute ed è ampiamente sfruttato nell'industria conserviera sia come ingrediente sia come mezzo di conservazione dei cibi. Quest'ultima proprietà è dovuta all'effetto disidratante che il sale ha sui materiali con cui viene a contatto, da cui estrae l'acqua per osmosi. Sale da cucina addizionato di elementi particolari può essere prescritto per curare o prevenire alcune malattie (ad esempio il sale iodato per il gozzo o addizionato di cloruro di potassio per l'ipertensione).
Il sale è anche un reagente usato in chimica, ad esempio per migliorare la precipitazione dei prodotti al termine di una saponificazione. Un uso importante nell'industria chimica è come materia prima negli impianti cloro-soda, in cui viene eseguita l'elettrolisi della salamoia di cloruro di sodio per ottenere cloro gassoso, idrogeno e soda caustica, tutte materie prime fondamentali per l'industria chimica.
Il sale trova impiego anche come anti-gelo: sparso sulle superfici ghiacciate, ne provoca lo scioglimento, dato che una miscela di ghiaccio e sale forma un eutettico il cui punto di fusione è inferiore a −10 °C. Il sale agisce come dissipatore di calore, perciò è anche utilizzato insieme con agenti anti-agglomeranti come materiale primario per estintori. Un notevole utilizzo, inoltre, si prospetta nel settore energetico. Per il suo elevato calore di fusione è possibile immagazzinare 259 kWh/m³ di energia termica a temperatura costante.

## Tipi di sale per uso alimentare
Esistono diversi tipi di sale in commercio. Sebbene siano tutti composti in maggior parte da cloruro di sodio, spesso contengono inclusioni che ne cambiano l'aspetto. Erroneamente vengono spesso consigliati in quanto iposodici, ma il contenuto di sodio è identico a parità di capacità salante. Non vanno quindi confusi con i veri sali iposodici, dove una parte significativa di cloruro di sodio è sostituita da altri sali, generalmente cloruro di potassio.
Ad eccezione del sale iodato, nessun sale alimentare è più salutare degli altri. I sali colorati o antichi non danno benefici medici particolari, non migliorano la qualità dell'aria circostante ed il loro aspetto è dovuto unicamente alle impurità presenti. Le diverse sensazioni gustative vanno ricondotte alla diversa forma dei cristalli che influenzano il rapporto area/superficie variando la sapidità percepita.

### Sale non igroscopico
È un sale molto fino ottenuto per ricristallizzazione, cui vengono aggiunti antiagglomeranti, come il ferrocianuro di potassio o il carbonato di magnesio. Nel primo caso l'effetto è assai maggiore, in quanto l'eventuale condensazione d'acqua che potrebbe portare alla ricristallizzazione e quindi all'impaccamento, in presenza di ferrocianuro crea superficialmente delle formazioni dendritiche piuttosto fini; nel caso del carbonato di magnesio la dinamica è simile ma meno efficace. Il ferrocianuro non ha praticamente tossicità, e inoltre è utilizzato in quantità di poche parti per miliardo.